# Giovanni Minozzi
Giovanni Minozzi (Amatrice, Abruzos, Italia, 19 de octubre de 1884 - Roma, Italia, 11 de noviembre de 1959) fue un sacerdote italiano.
Durante la Primera Guerra Mundial fue capellán militar. Después de la guerra cuidó de los huérfanos y pobres. Fundó la Opera Nazionale per il Mezzogiorno d'Italia (O.N.P.M.I.), que en español significa "Obra Nacional por el Sur de Italia". En 1919 fundó su primer orfanato en su localidad natal, y más tarde fundó otros orfanatos, escuelas, asilos y escuelas de formación profesional. En 1931 creó la congregación de la familia de los Discípulos, y en 1940 la congregación femenina Siervas del Señor.
Escribió muchos libros de formación para religiosos, niños y jóvenes de sus internados y para todo los cristianos. La Iglesia católica le ha proclamado Siervo de Dios, y está en marcha su causa de canonización.
- Datos: Q3767754
- Multimedia: Giovanni Minozzi (presbyter) / Q3767754